# 细莞
细莞（学名：Isolepis setacea）也称细稈藨草，为莎草科细莞属下的一个种。